# Zhang Xun (República de China)
Zhang Xun (chino tradicional: 張勳; chino simplificado: 张勋; pinyin: Zhāng Xūn; 16 de septiembre de 1854 - 11 de septiembre de 1923) fue un general chino leal a la dinastía Qing, artífice de la efímera restauración del emperador Puyi en julio de 1917. Apoyó a Yuan Shikai durante su presidencia.

## Biografía
Nació el 16 de septiembre de 1854 en la aldea de Chitian, condado de Fengxin, Jiangxi.
Fue escolta militar de la emperatriz viuda Cixí durante el levantamiento de los bóxers. Peleó contra los revolucionarios en Nankín en 1911. Sin embargo, cuando se proclamó la República de China en 1912, apoyó a Yuan Shikai tanto durante su periodo como presidente y como luego como emperador. Zhang logró tomar Nankín, que estaba a manos del Kuomintang en 1913 y a pesar de que sus tropas saquearon salvajemente la ciudad, Yuan lo nombró mariscal de campo.

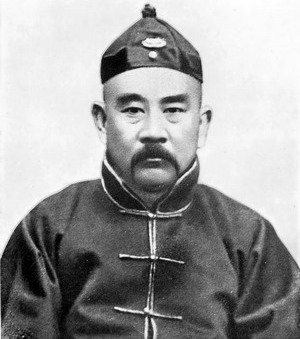
Zhang Xun tras la fallida restauración manchú

No obstante, tras la muerte de Yuan en 1916, Zhang retomó sus objetivos de restaurar el gobierno imperial y el 1 de julio de 1917 entró en Pekín junto con Kang Youwei y restauraron al emperador Puyi. Por su acción fue nombrado primer ministro por el emperador; sin embargo, la acción no fue aceptada en el resto de China y el día 12 de julio fue sofocada la restauración entre varios caudillos militares. Zhang se refugió en la delegación neerlandesa en Pekín y desde entonces se retiró de la vida política.
Murió el 11 de septiembre de 1923.